# Вукашиновац
Вукашиновац је насеље у Србији у општини Алексинац у Нишавском округу. Према попису из 2022. било је 337 становника (према попису из 1991. било је 593 становника).

## Демографија
У насељу Вукашиновац живи 425 пунолетних становника, а просечна старост становништва износи 46,4 година (45,2 код мушкараца и 47,5 код жена). У насељу има 160 домаћинстава, а просечан број чланова по домаћинству је 3,20.
Ово насеље је великим делом насељено Србима (према попису из 2002. године), а у последња три пописа, примећен је пад у броју становника.
|  |

| Демографија | Демографија | Демографија |
| Година      | Становника  | Становника  |
| ----------- | ----------- | ----------- |
| 1948.       | 831         |             |
| 1953.       | 851         |             |
| 1961.       | 849         |             |
| 1971.       | 738         |             |
| 1981.       | 641         |             |
| 1991.       | 593         | 588         |
| 2002.       | 512         | 528         |

| Етнички састав према попису из 2002.‍ | Етнички састав према попису из 2002.‍ | Етнички састав према попису из 2002.‍ | Етнички састав према попису из 2002.‍ | Етнички састав према попису из 2002.‍ |
| ------------------------------------ | ------------------------------------ | ------------------------------------ | ------------------------------------ | ------------------------------------ |
|                                      |                                      |                                      |                                      |                                      |
| Срби                                 | Срби                                 |                                      | 502                                  | 98,04%                               |
| Македонци                            | Македонци                            |                                      | 3                                    | 0,58%                                |
| Југословени                          | Југословени                          |                                      | 3                                    | 0,58%                                |
| непознато                            | непознато                            |                                      | 4                                    | 0,78%                                |

| Година пописа     | 1948. | 1953. | 1961. | 1971. | 1981. | 1991. | 2002. |
| ----------------- | ----- | ----- | ----- | ----- | ----- | ----- | ----- |
| Број домаћинстава | 167   | 167   | 182   | 182   | 174   | 166   | 160   |

| Број чланова      | 1  | 2  | 3  | 4  | 5  | 6 | 7 | 8 | 9 | 10 и више | Просек |
| ----------------- | -- | -- | -- | -- | -- | - | - | - | - | --------- | ------ |
| Број домаћинстава | 31 | 45 | 21 | 17 | 28 | 9 | 7 | 1 | 1 | 0         | 3,20   |

| Пол    | Укупно | Неожењен/Неудата | Ожењен/Удата | Удовац/Удовица | Разведен/Разведена | Непознато |
| ------ | ------ | ---------------- | ------------ | -------------- | ------------------ | --------- |
| Мушки  | 208    | 37               | 149          | 17             | 5                  | 0         |
| Женски | 238    | 31               | 146          | 55             | 6                  | 0         |
| УКУПНО | 446    | 68               | 295          | 72             | 11                 | 0         |

| Пол    | Укупно                    | Пољопривреда, лов и шумарство | Рибарство                            | Вађење руде и камена | Прерађивачка индустрија       |
| ------ | ------------------------- | ----------------------------- | ------------------------------------ | -------------------- | ----------------------------- |
| Мушки  | 110                       | 62                            | 0                                    | 0                    | 18                            |
| Женски | 84                        | 69                            | 0                                    | 0                    | 2                             |
| УКУПНО | 194                       | 131                           | 0                                    | 0                    | 20                            |
| Пол    | Производња и снабдевање   | Грађевинарство                | Трговина                             | Хотели и ресторани   | Саобраћај, складиштење и везе |
| Мушки  | 1                         | 6                             | 3                                    | 3                    | 5                             |
| Женски | 0                         | 0                             | 9                                    | 1                    | 0                             |
| УКУПНО | 1                         | 6                             | 12                                   | 4                    | 5                             |
| Пол    | Финансијско посредовање   | Некретнине                    | Државна управа и одбрана             | Образовање           | Здравствени и социјални рад   |
| Мушки  | 0                         | 1                             | 4                                    | 1                    | 3                             |
| Женски | 0                         | 0                             | 0                                    | 2                    | 0                             |
| УКУПНО | 0                         | 1                             | 4                                    | 3                    | 3                             |
| Пол    | Остале услужне активности | Приватна домаћинства          | Екстериторијалне организације и тела | Непознато            | Непознато                     |
| Мушки  | 1                         | 0                             | 0                                    | 2                    | 2                             |
| Женски | 0                         | 0                             | 0                                    | 1                    | 1                             |
| УКУПНО | 1                         | 0                             | 0                                    | 3                    | 3                             |

## Споменици културе
- Група споменика НОБ-а - у дворишту Основне школе "Јован Јовановић Змај" Алексиначки рудници - истурено одељење у селу Вукашиноац, која се налази уз сам регионални пут који пролази кроз Село, налази се група споемника посвећена погинулим борцима у Народно особлодилачкој борби. Сама композиција састоји се од четири споменика, од којих су на два смештене мермерне плоче са именима и презименима страдалих бораца. Један споменик одрађен је у мозаику који представња средишњи део. У средишем делу налази се и споменик са бистом Светомиру Бранку Петровићу (1923 - 1943 година) који је оставио јак допринос у Народноослободилачкој борби у Другом светском рату.

## Галерија
- Споменик палим борцима у НОБ-у